# زیبا (دیر)
زیبا یک روستا در ایران است که در دهستان آبدان واقع شده‌است.